# NGC 4967
NGC 4967 est une galaxie elliptique relativement éloignée et située dans la constellation de la Grande Ourse. Sa vitesse par rapport au fond diffus cosmologique est de 9 026 ± 11 km/s, ce qui correspond à une distance de Hubble de 133,1 ± 9,3 Mpc (∼434 millions d'al). NGC 4967 a été découverte par l'astronome germano-britannique William Herschel en 1789.
À ce jour, deux mesures non basées sur le décalage vers le rouge (redshift) donnent une distance de 123,500 ± 14,849 Mpc (∼403 millions d'al), ce qui est à l'intérieur des valeurs de la distance de Hubble.